# Yann Aurel Bisseck
Yann Aurel Bisseck, né le 29 novembre 2000 à Cologne en Allemagne, est un footballeur international allemand qui évolue au poste de défenseur central à l'Inter Milan.

## Biographie

### En club
Né à Cologne en Allemagne, Yann Aurel Bisseck est formé par le club de sa ville natale, le FC Cologne, qu'il rejoint en 2007. Le 26 novembre 2017, il joue son premier match en professionnel, en étant titularisé à seulement 16 ans lors d'une rencontre de championnat face au Hertha Berlin. Son équipe s'incline toutefois sur le score de deux buts à zéro ce jour-là. Cette apparition fait alors de lui le deuxième plus jeune joueur à jouer un match de Bundesliga derrière Nuri Şahin.
Le 17 janvier 2019, Bisseck est prêté à Holstein Kiel.
Le 29 juillet 2020, Bisseck est prêté au club portugais du Vitória SC.
Le 22 juin 2021 est annoncé le prêt pour une saison de Yann-Aurel Bisseck au club danois de l'AGF Aarhus. Le club dispose d'une option d'achat sur le joueur. L'option d'achat est levée dès le mois d'octobre 2021. Bisseck signe un contrat courant jusqu'en juin 2026, prenant effet au 1er juillet 2022.
Le 12 juillet 2023, Yann Aurel Bisseck rejoint l'Italie afin de s'engager en faveur de l'Inter Milan. Il signe un contrat courant jusqu'en juin 2028,.
Bisseck marque son premier but pour l'Inter le 23 décembre 2023, lors d'une rencontre de championnat face à l'US Lecce. Titulaire, il ouvre le score de la tête sur un service d'Hakan Çalhanoğlu et contribue ainsi à la victoire de son équipe par deux buts à zéro.

### En sélection
Yann Aurel Bisseck représente l'équipe d'Allemagne des moins de 17 ans, jouant son premier match le 19 novembre 2016 contre l'Islande (victoire 0-1 de l'Allemagne). Avec cette sélection il participe à la coupe du monde des moins de 17 ans en 2017. Lors de ce tournoi il joue trois matchs, tous en tant que titulaire, et marque un but face à la Colombie en huitièmes de finale (victoire 0-4 des Allemands). Son équipe est toutefois éliminée en quarts de finale par le Brésil (1-2).
Il représente l'équipe d'Allemagne des moins de 19 ans entre 2018 et 2019, pour un total de sept matchs et un but marqué.

## Palmarès
Avec l'Inter Milan, Yann Aurel Bisseck remporte la Supercoupe d'Italie en 2023 puis le championnat d'Italie en 2024.

## Statistiques
| Saison                | Club                  | Championnat           | Championnat | Championnat | Championnat | Coupe(s) nationale(s) | Coupe(s) nationale(s) | Coupe(s) nationale(s) | Supercoupe | Supercoupe | Supercoupe | Compétition(s) continentale(s) | Compétition(s) continentale(s) | Compétition(s) continentale(s) | Compétition(s) continentale(s) | Allemagne | Allemagne | Allemagne | Total | Total | Total |
| Saison                | Club                  | Division              | M.          | B.          | P.d.        | M.                    | B.                    | P.d.                  | M.         | B.         | P.d.       | Comp.                          | M.                             | B.                             | P.d.                           | M.        | B.        | P.d.      | M.    | B.    | P.d.  |
| 2017-2018             | FC Cologne            | Bundesliga            | 3           | 0           | 0           | -                     | -                     | -                     | -          | -          | -          | -                              | -                              | -                              | -                              | -         | -         | -         | 3     | 0     | 0     |
| 2018-2019             | Holstein Kiel (prêt)  | 2.Bundesliga          | 3           | 0           | 0           | -                     | -                     | -                     | -          | -          | -          | -                              | -                              | -                              | -                              | -         | -         | -         | 3     | 0     | 0     |
| 2019-2020             | Roda JC (prêt)        | Eerste Divisie        | 10          | 1           | 0           | 0                     | 0                     | 0                     | -          | -          | -          | -                              | -                              | -                              | -                              | -         | -         | -         | 10    | 1     | 0     |
| 2021-2022             | AGF Aarhus (prêt)     | Superliga             | 30          | 1           | 0           | 1                     | 0                     | 0                     | -          | -          | -          | C4                             | 2                              | 0                              | 0                              | -         | -         | -         | 33    | 1     | 0     |
| 2022-2023             | AGF Aarhus            | Superliga             | 32          | 4           | 1           | 3                     | 1                     | 0                     | -          | -          | -          | -                              | -                              | -                              | -                              | -         | -         | -         | 35    | 5     | 1     |
| Sous-total            | Sous-total            | Sous-total            | 62          | 5           | 1           | 4                     | 1                     | 0                     | -          | -          | -          | -                              | 2                              | 0                              | 0                              | -         | -         | -         | 68    | 6     | 1     |
| 2023-2024             | Inter Milan           | Serie A               | 16          | 2           | 0           | 1                     | 0                     | 0                     | 1          | 0          | 0          | C1                             | 3                              | 0                              | 1                              | -         | -         | -         | 21    | 2     | 1     |
| 2024-2025             | Inter Milan           | Serie A               | 27          | 3           | 2           | 4                     | 0                     | 0                     | 2          | 0          | 0          | C1                             | 13                             | 0                              | 0                              | 1         | 0         | 0         | 47    | 3     | 2     |
| Sous-total            | Sous-total            | Sous-total            | 43          | 5           | 2           | 5                     | 0                     | 0                     | 3          | 0          | 0          | -                              | 16                             | 0                              | 1                              | 1         | 0         | 0         | 68    | 5     | 3     |
| Total sur la carrière | Total sur la carrière | Total sur la carrière | 121         | 11          | 3           | 9                     | 1                     | 0                     | 3          | 0          | 0          | -                              | 18                             | 0                              | 1                              | 1         | 0         | 0         | 152   | 12    | 4     |